# Новий Путь (Ярський район)
Новий Путь (рос. Новый Путь) — село у складі Ярського району Удмуртії, Росія.
Спочатку село називалось Королі. Після 1917 року воно увійшло до складу Удмуртії. З 19 вересня 1939 року воно було перейменоване в сучасну назву.

## Населення
Населення — 20 осіб (2010, 44 у 2002).
Національний склад станом на 2002 рік:
- росіяни — 93 %